# Rivière Kanishushteu
Rivière Kanishushteu är ett vattendrag i Kanada.   Det ligger i provinsen Québec, i den östra delen av landet, 400 km nordost om huvudstaden Ottawa.
I omgivningarna runt Rivière Kanishushteu växer i huvudsak blandskog. Trakten runt Rivière Kanishushteu är nära nog obefolkad, med mindre än två invånare per kvadratkilometer.